# انجمن علمی روان‌درمانی ایران
انجمن علمی روان درمانی ایران (به انگلیسی: Iranian Psychotherapy Association)، انجمنی رسمی و قانونی است که از وزارت بهداشت، درمان و آموزش پزشکی ایران مجوز خود را دریافت نموده‌است و از سال ۱۳۹۵ فعالیت خود را آغاز نموده‌است.

## انجمن علمی روان‌درمانی ایران
این انجمن، مجوز خود را از وزارت بهداشت، درمان و آموزش پزشکی دریافت نموده‌است.
انجمن علمی روان‌درمانی ایران متشکل از گروه‌های تخصصی از روان‌درمانگران، پژوهشگران، استادان دانشگاهی و صاحب‌نظران حیطه روان‌درمانی در سراسر ایران است که با هدف اعتلای موقعیت روان‌درمانی به نفع مردم گرد یکدیگر جمع شده‌اند.
فعالیت انجمن روان‌درمانی ایران، در چارچوب تعریف‌شده در اساس‌نامه، و شامل انواع «روی‌کردها» و «روش‌های» روان‌درمانی، در عرصه‌های سرپایی، بستری و جامعه است.

## رویکردها
منظور از «رویكردهای روان‌درمانی» انواع مکاتب نظری و عملی روان‌درمانی است. این رويكردها شامل (و نه محدود به) موارد زیر است:
- روان‌کاوی و روان‌درمانی‌های تحلیلی (روان‌پویشی)
- درمان‌های شناختی رفتاری و شناختي رفتاري
- روان‌درمانی‌های بین‌فردی و اگزیستانسیل
- روان‌درمانی‌های سیستمیک
- هیپنوتراپی
- مشاوره‌های درمانی و آموزش روانی

## روش‌های تحت پوشش
منظور از «روش‌های روان‌درمانی» انواع آرایه‌ها و شکل‌هایی است که روان‌درمانی، بر اساس روی‌کردهای فوق، در آن‌ها ارایه می‌شوند. این روش‌ها شامل (و نه محدود به) موارد زیر است:
- درمان انفرادی
- گروه‌درمانی
- خانواده‌درمانی
- زوج ‌درمانی و درمان زناشویی
- سکس‌تراپی
- روش‌های ترکیبی

## اعضای هیئت مدیره
در حال حاضر اعضای هیئت مدیره انجمن عبارتند از:
- رئیس انجمن
  - دکتر بهروز دولت‌شاهی
- نایب رئیس انجمن
  - دکتر حمید یعقوبی
- دبیر انجمن
  - دکتر نسیم نکویی
- سایر اعضای هیئت مدیره به ترتیب الفبا:
  - دکتر ولنتین آرتونیان
  - دکتر شهاب‌علی شیرخدا
  - دکتر ندا علی بیگی
  - دکتر مهدیه معین‌الغربایی
- بازرس انجمن
  - دکتر فرشته مؤمنی

## فعالیت‌ها
این انجمن به برگزاری دوره‌های آموزشی، سمپوزیوم‌ها و همایش‌های سالیانه می‌پردازد. اولین همایش انجمن در ۲۵ تا ۲۷ بهمن‌ماه ۱۳۹۷ در تهران با عنوان روان‌درمانی فرازها و فرودها برگزار شده‌است.